# سعيد بن عبد الملك
سعيد بن عبد الملك بن مروان، هُوّ أمير من بني مروان من أهل دمشق، والده الخليفة عبد الملك بن مروان وحفيد الخليفة مروان بن الحكم وجد والده الصحابي الحكم بن أبي العاص وإخوته هم الخليفة هشام بن عبد الملك والخليفة الوليد بن عبد الملك والخليفة يزيد بن عبد الملك والخليفة سليمان بن عبد الملك ومحمد بن عبد الملك ومسلمة بن عبد الملك
وأخته فاطمة بنت عبد الملك زوجة الخليفة عمر بن عبد العزيز، كان حسن السيرة متعبداً، وَلِي الغزو في خلافة أخيه هشام، وولي فلسطين للوليد، وكان عاملاً على الموصل. وكان يُقال له «سعيد الخير»، وهو الذي حفر «نهر سعيد» بقرب مدينة الرقة، وأقام العمران فيما حوله.

## أبناؤه
- عبد الله بن سعيد بن عبد الملك بن مروان بن الحكم، أعقب عبد الله هذا أبو صفوان، محدّث مشهور يروى عن يونس بن يزيد، ويروى عنه قتيبة وزهير بن حرب وغيرهما، وروى عنه البخاري    ومسلم، وذكر مسلم في كتابه «الصحيح» أنّه كان يتيما عند عبد الملك بن عبد العزيز بن جريج بمكة عشر سنين.
- محمد بن سعيد بن عبد الملك بن مروان بن الحكم، ودخل الأندلس أيضا ولد الأصبغ والوليد وهشام بنى محمّد بن سعيد بن عبد الملك بن مروان، وكان الأصبغ المذكور على أخت عبد الرحمن بن معاوية، وكان لولده بالأندلس رياسة، وولوا القيادات والولايات؛ وأمّا ولد الوليد المذكور، فهم المعروفون ببنى عائشة، كانت لهم أيضا وجاهة؛ وأمّا بنو هشام المذكور، فسكنوا إشبيلية. وكان له من الولد غير من ذكرن.
- هشام بن سعيد بن عبد الملك بن مروان بن الحكم.
- عبد العزيز بن سعيد بن عبد الملك بن مروان بن الحكم.
- الحارث بن سعيد بن عبد الملك بن مروان بن الحكم.
- الوليد بن سعيد بن عبد الملك بن مروان بن الحكم.
- مسلمة بن سعيد بن عبد الملك بن مروان بن الحكم.
- يحيى بن سعيد بن عبد الملك بن مروان بن الحكم.
- حمزة بن سعيد بن عبد الملك بن مروان بن الحكم.[2]

## وفاته
قُتل سعيد بن عبد الملك يوم نهر أبي فُطرس (قرب الرملة، فلسطين) من عام 132هـ - 750م على يد العباسيين.